# 151e brigade d'infanterie (Royaume-Uni)
Pour les articles homonymes, voir 151e brigade.

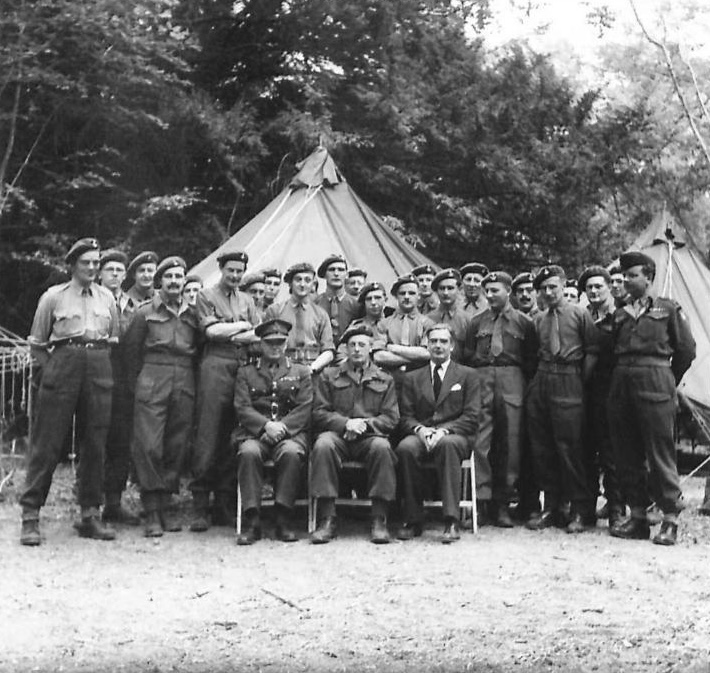
L'état-major de la 151e brigade d'infanterie en mai 1944 avec le ministre Anthony Eden, le général William Duthie Morgan et le général Ronald Senior

La  151e brigade d'infanterie britannique (en anglais 151st Infantry Brigade)  est une brigade d'infanterie de la British Army (armée de terre britannique), constituée au cours de la Seconde Guerre mondiale. Elle participa notamment à la bataille de Normandie.